# La noche avanza
La noche avanza és una pel·lícula mexicana de 1952 i dirigida per Roberto Gavaldón, protagonitzada per Pedro Armendáriz i Ana Blanch.

## Sinopsi
Marcos (Pedro Armendáriz) és un pilotari que festeja moltes dones, una de les quals és la recentment vídua Sara (Anita Blanch). Marcos enganya la seva amant, Lucrecia (Eva Martino) i menysprea la seva enamorada milionària Rebeca (Rebeca Iturbide). Per part seva, Armando (Carlos Múzquiz), el germà de Rebeca, té problemes amb Marcial (José María Linares Rivas) pels seus deutes d'apostes de frontó).
Sara, després de quedar abandonada a Manila, és visitada per Marcos, qui li promet anar amb ella a l'Havana. Lucrecia rebutja Marcial i aquest es baralla amb Marcos en un cabaret buit. Marcos intenta convèncer Rebeca que avorti, però ella li confessa que Marcos és el pare del nen que espera. Per això, Marcos li demana al pare de Rebeca que fingeixi consentir el seu matrimoni, la qual cosa la porta a intentar suïcidar-se. Armando la deté i s'assabenta que és amant de Marcos, per la qual cosa la bufeteja.
Marcial intenta obligar Marcos a perdre un partit pel deute d'Armando, però com aquest paga, el pilotari guanya i insulta Marcial. Ell ofereix diners als esbirros a canvi de la seva vida i demana a Sara per a pagar, però com ella no pot donar-li res forcegen i ella mor. Ell aconsegueix que li canviïn un xec i fuig, però en un avió Rebeca l'enxampa i el mata.

## Repartiment
El repartiment principal és compost per:
- Pedro Armendáriz com Marcos Arizmendi.
- Ana Blanch com Sara.
- Rebeca Iturbide com Lucrecia.
- José María Linares Rivas com Marcial Gómez.
- Julio Villarreal com Villarreal.
- Armando Soto la Marina com "El chicote".
- Carlos Múzquiz com Armando.
- Wolf Ruvinskis com Bodoques.
- Francisco Jambrina com el doctor Luis.
- Roberto Y. Palacios com Li Chan.

## Recepció
Aquest film ocupa el lloc 54 dins de la llista de les 100 millors pel·lícules del cinema mexicà, segons l'opinió de 25 crítics i especialistes del cinema a Mèxic, publicada per la revista Somos en juliol de 1994.